# 효창초등학교
효창초등학교는 대한민국 충청남도 예산군 봉산면 효교3길 48-35 (효교리)에 있었던 공립 초등학교이다.

## 학교 연혁
- 1971년 2월 1일 덕산국민학교 효창분실 2교실 신축
- 1972년 3월 1일 덕산국민학교 효창분교장 설립
- 1973년 3월 1일 효창국민학교로 승격
- 1973년 5월 6일 효창국민학교 개교
- 1984년 5월 1일 병설유치원 개원
- 1996년 3월 1일 효창초등학교로 개칭
- 1999년 2월 18일 제26회 졸업식(총 1273명)
- 1999년 9월 1일 덕산초등학교에 통합

## 설립 과정
효창초등학교는 1971년 2월 1일 덕산초등학교 효창분교실로 발족하여 1972년 3월 1일에 효창분교장 설립을 하였고 1973년 3월 1일에 효창국민학교로 승격하여 열악한 환경에서 공부를 시작하였다고 한다. 당시 효창초등학교의 초대교장 예수암에서 8대교장 이동원씨에 이르기까지 16년 6개월 동안 지역사회의 든든한 문화센터로서의 역할도 다하였다. 주민들의 요구와 노력으로 깨끗하고 아담한 효창 초등학교로 만들어 주변의 찬사를 받기도 했다.
지역 주민들은 자녀들의 학교를 만든다는 일념으로 아끼던 논과 밭, 산 등을 제공하였고 특히 1970년8월13일에 오대영씨 박연화씨는 초창기의 학교부지를 증여하여 개교하게 되었다. 당시 노영식, 강태철, 조흥석, 강태후씨 등이 초기 학교 설립과 발전에 많은 노력을 하였다 한다.